# Bảo tàng Khu vực PTTK Ignacy Łukasiewicz ở Gorlice
Bảo tàng Khu vực PTTK Ignacy Łukasiewicz ở Gorlice (tiếng Ba Lan: Muzeum Regionalne PTTK im. Ignacego Łukasiewicza w Gorlicach) là một bảo tàng tọa lạc tại số 7-9 phố Wąska, Gorlice, Ba Lan. Bảo tàng thuộc sự quản lý của chi nhánh Hiệp hội du lịch và tham quan Ba Lan (PTTK) ở Gorlice.

## Lịch sử
Các bộ sưu tập cơ sở của bảo tàng đến từ hai cuộc triển lãm được tổ chức nhằm giới thiệu những hiện vật và kỷ vật có liên quan đến Chiến dịch tấn công Gorlice–Tarnów diễn ra vào năm 1915. Cuộc triển lãm đầu tiên do Ủy ban Sắp xếp Triển lãm Kỷ vật Chiến tranh tổ chức vào năm 1919, và cuộc triển lãm thứ hai do Hiệp hội Làm đẹp Thành phố Gorlice và Khu vực xung quanh tổ chức tổ chức vào năm 1935. Tuy nhiên, mãi đến sau Chiến tranh thế giới thứ hai thì việc tổ chức một viện bảo tàng mới thực sự bắt đầu. Công cuộc sửa chữa ngôi nhà tập thể ở phố Wąska để phục vụ chức năng bảo tàng được tiến hành từ năm 1955 đến năm 1957. Cuối cùng, nhờ những nỗ lực của Ban Bảo vệ di tích của Ban Chính trị PTTK, lễ khai trương bảo tàng được tổ chức vào ngày 22 tháng 7 năm 1957. Không gian triển lãm của bảo tàng được mở rộng dần trong giai đoạn 1976 - 1993.

## Giờ mở cửa
Bảo tàng hoạt động quanh năm, mở cửa từ thứ Ba đến thứ Sáu. Du khách cũng có thể đến tham quan bảo tàng vào các ngày khác khi có sự sắp xếp trước. Khách tham quan phải trả phí vào cửa.